# Bazoches-les-Hautes
Pour les articles homonymes, voir Bazoches (homonymie).
Bazoches-les-Hautes est une commune française située dans le département d'Eure-et-Loir en région Centre-Val de Loire.

## Géographie

### Situation
La commune est située dans la région naturelle de la Beauce.

Situation géographique
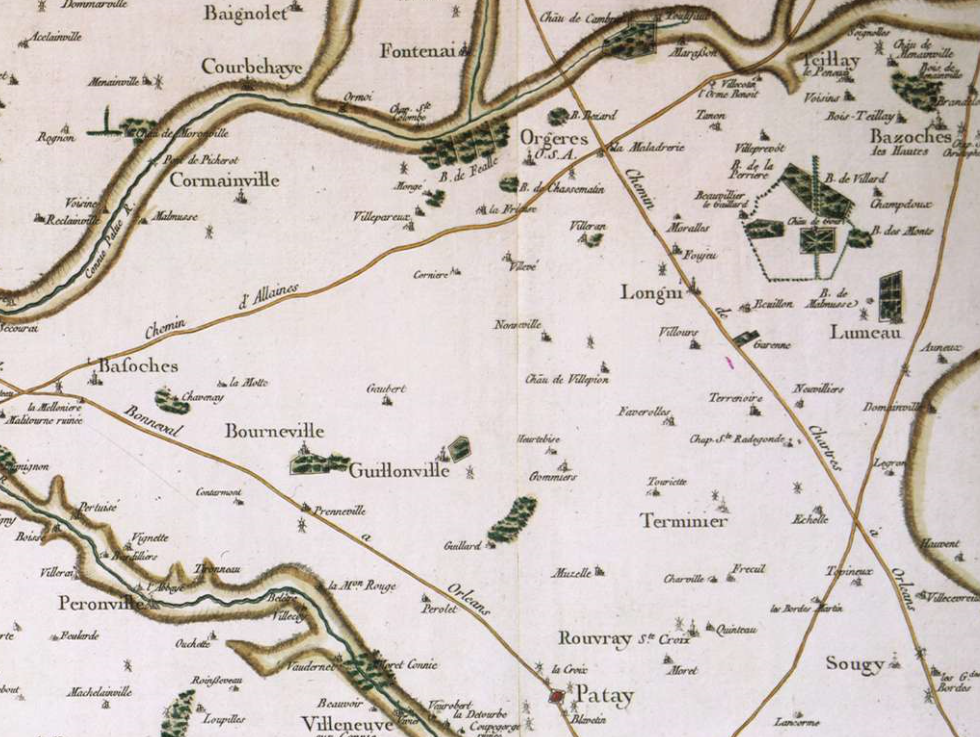
Extrait de la carte de Cassini, 1757.
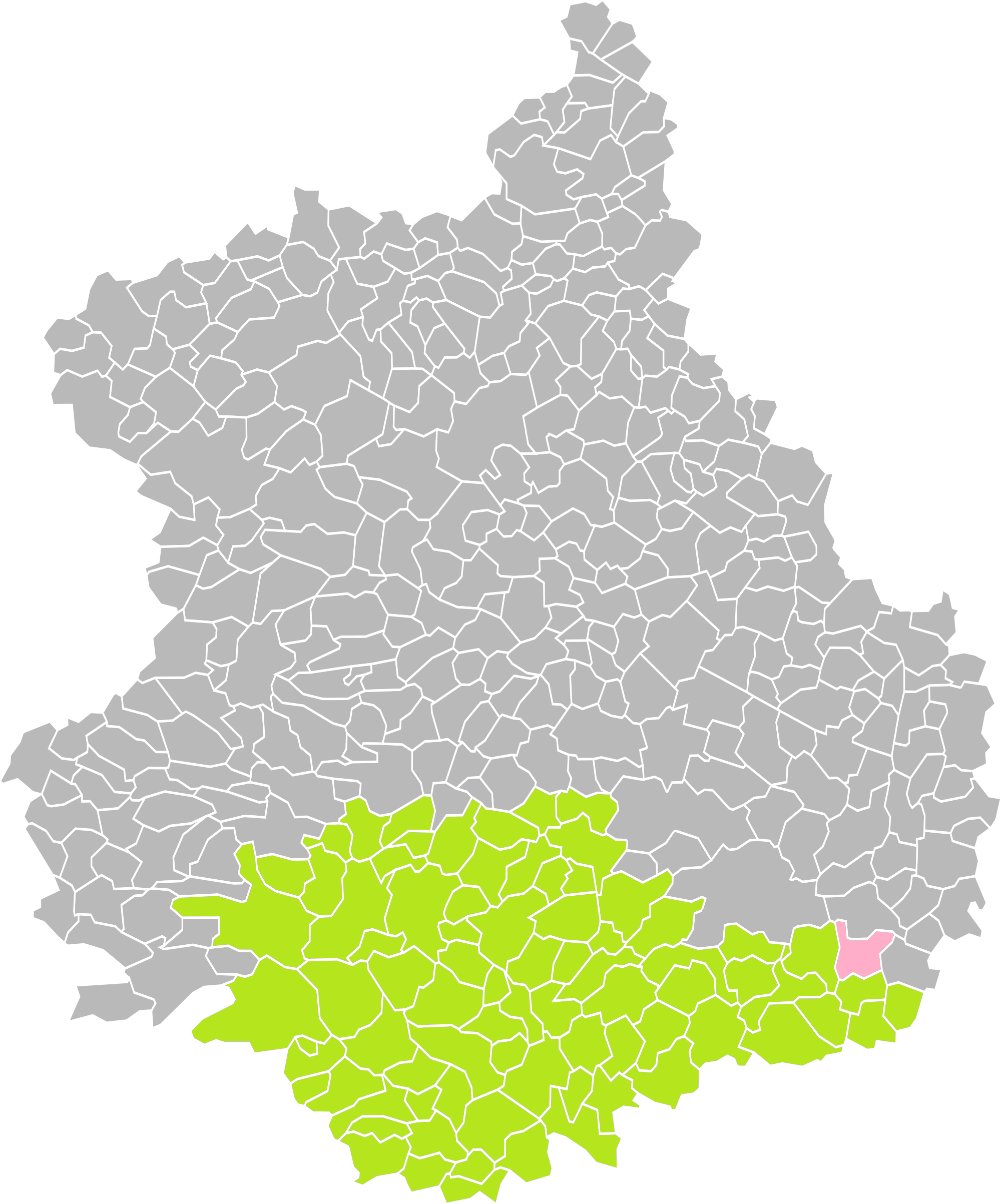
Bazoches-les-Hautes dans son arrondissement.

### Communes limitrophes
| Germignonville     | Allaines-Mervilliers | Janville |
| Tillay-le-Péneux   | Bazoches-les-Hautes  | Santilly |
| Loigny-la-Bataille | Baigneaux            | Dambron  |

### Lieux-dits
La Boissière, Brandelon, la Fauconnière, le Mesnil, Mihardouin, Pannes et anciennement Chauffour actuellement englobé à Brandelon.

### Climat
Pour des articles plus généraux, voir Climat du Centre-Val de Loire et Climat d'Eure-et-Loir.
En 2010, le climat de la commune est de type climat océanique dégradé des plaines du Centre et du Nord, selon une étude du CNRS s'appuyant sur une série de données couvrant la période 1971-2000. En 2020, Météo-France publie une typologie des climats de la France métropolitaine dans laquelle la commune est exposée à un climat océanique altéré et est dans une zone de transition entre les régions climatiques « Sud-ouest du bassin Parisien » et « Moyenne vallée de la Loire ». 
Pour la période 1971-2000, la température annuelle moyenne est de 10,7 °C, avec une amplitude thermique annuelle de 15 °C. Le cumul annuel moyen de précipitations est de 638 mm, avec 10,6 jours de précipitations en janvier et 7,3 jours en juillet. Pour la période 1991-2020, la température moyenne annuelle observée sur la station météorologique de Météo-France la plus proche, « Viabon », sur la commune d'Eole-en-Beauce à 10 km à vol d'oiseau, est de 11,5 °C et le cumul annuel moyen de précipitations est de 601,1 mm,. Pour l'avenir, les paramètres climatiques de la commune estimés pour 2050 selon différents scénarios d'émission de gaz à effet de serre sont consultables sur un site dédié publié par Météo-France en novembre 2022.

## Urbanisme

### Typologie
Au 1er janvier 2024, Bazoches-les-Hautes est catégorisée commune rurale à habitat dispersé, selon la nouvelle grille communale de densité à 7 niveaux définie par l'Insee en 2022.
Elle est située hors unité urbaine et hors attraction des villes,.

### Occupation des sols
L'occupation des sols de la commune, telle qu'elle ressort de la base de données européenne d’occupation biophysique des sols Corine Land Cover (CLC), est marquée par l'importance des territoires agricoles (98,4 % en 2018), une proportion sensiblement équivalente à celle de 1990 (98,5 %). La répartition détaillée en 2018 est la suivante : 
terres arables (98,4 %), zones urbanisées (1,6 %). L'évolution de l’occupation des sols de la commune et de ses infrastructures peut être observée sur les différentes représentations cartographiques du territoire : la carte de Cassini (XVIIIe siècle), la carte d'état-major (1820-1866) et les cartes ou photos aériennes de l'IGN pour la période actuelle (1950 à aujourd'hui).

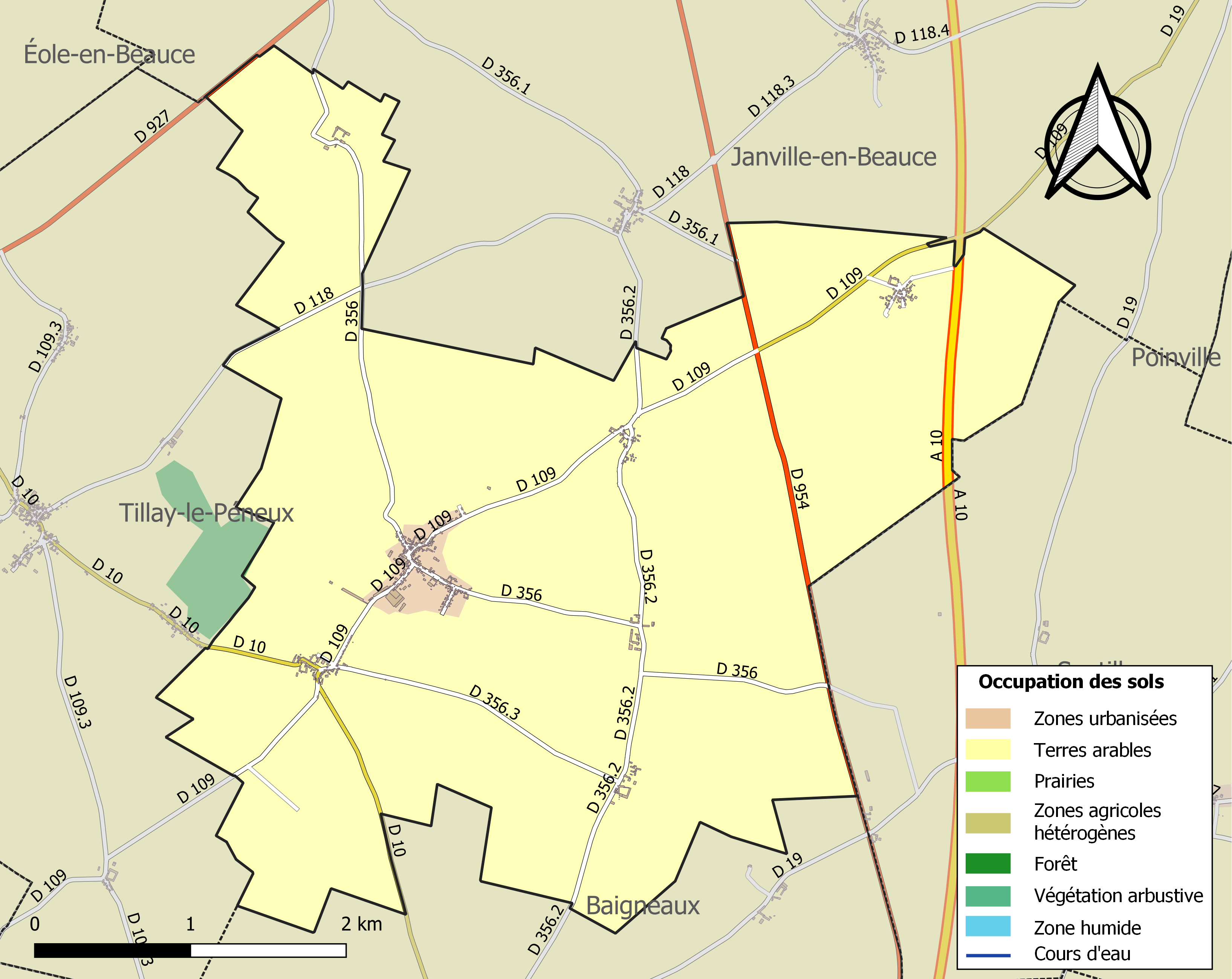
Carte des infrastructures et de l'occupation des sols de la commune en 2018 (CLC).

### Risques majeurs
Le territoire de la commune de Bazoches-les-Hautes est vulnérable à différents aléas naturels : météorologiques (tempête, orage, neige, grand froid, canicule ou sécheresse), inondationset séisme (sismicité très faible). Il est également exposé à un risque technologique, le transport de matières dangereuses. Un site publié par le BRGM permet d'évaluer simplement et rapidement les risques d'un bien localisé soit par son adresse soit par le numéro de sa parcelle.

#### Risques naturels
Certaines parties du territoire communal sont susceptibles d’être affectées par le risque d’inondation par débordement de cours d'eau, notamment la Conie. La commune a été reconnue en état de catastrophe naturelle au titre des dommages causés par les inondations et coulées de boue survenues en 1999,.

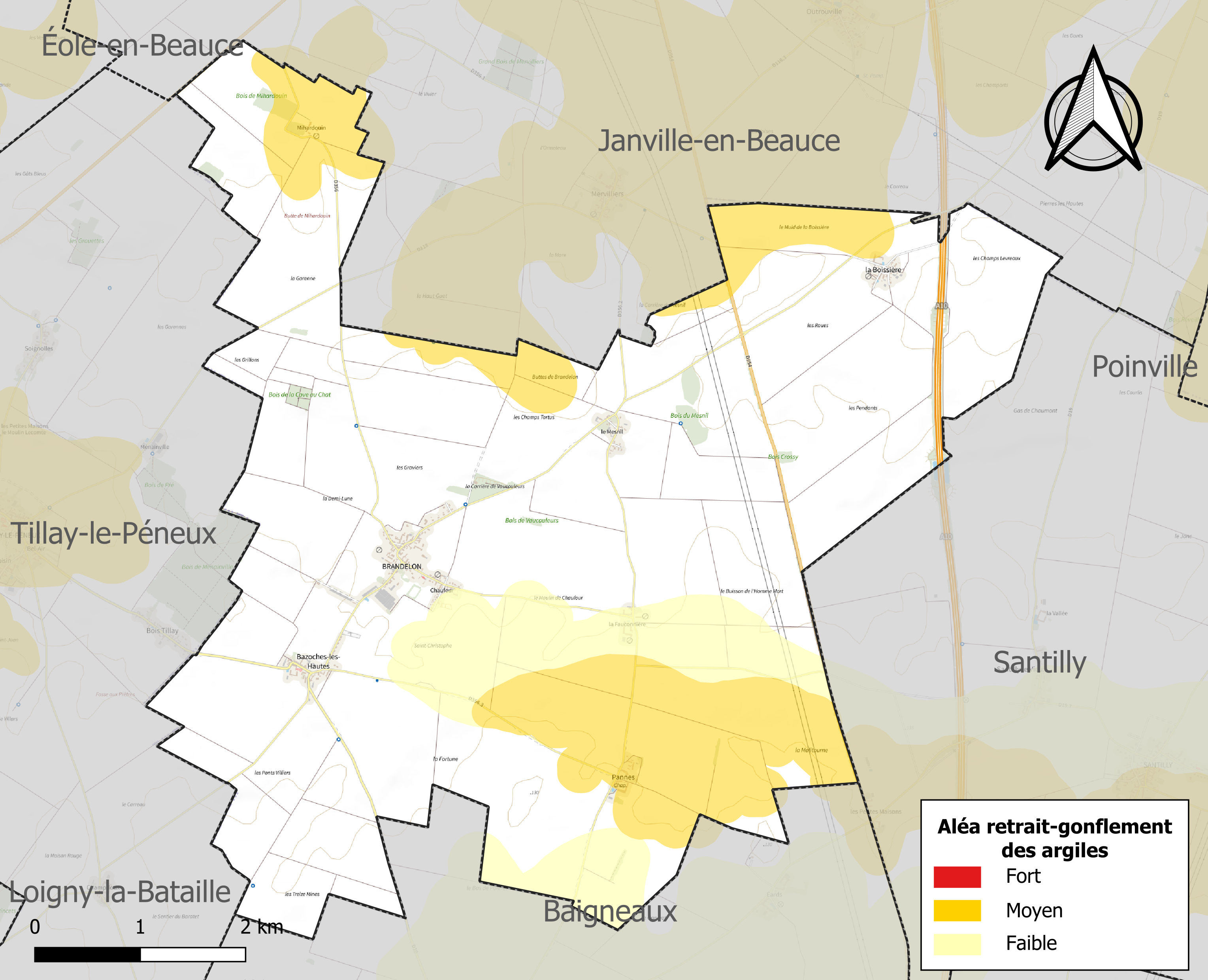
Carte des zones d'aléa retrait-gonflement des sols argileux de Bazoches-les-Hautes.

Le retrait-gonflement des sols argileux est susceptible d'engendrer des dommages importants aux bâtiments en cas d’alternance de périodes de sécheresse et de pluie. 16,6 % de la superficie communale est en aléa moyen ou fort (52,8 % au niveau départemental et 48,5 % au niveau national). Sur les 161 bâtiments dénombrés sur la commune en 2019, 7 sont en aléa moyen ou fort, soit 4 %, à comparer aux 70 % au niveau départemental et 54 % au niveau national. Une cartographie de l'exposition du territoire national au retrait gonflement des sols argileux est disponible sur le site du BRGM,.
Concernant les mouvements de terrains, la commune a été reconnue en état de catastrophe naturelle au titre des dommages causés par des mouvements de terrain en 1999.

#### Risques technologiques
Le risque de transport de matières dangereuses sur la commune est lié à sa traversée par des infrastructures routières ou ferroviaires importantes ou la présence d'une canalisation de transport d'hydrocarbures. Un accident se produisant sur de telles infrastructures est en effet susceptible d’avoir des effets graves au bâti ou aux personnes jusqu’à 350 m, selon la nature du matériau transporté. Des dispositions d’urbanisme peuvent être préconisées en conséquence.

## Toponymie
Le village est mentionné sous les formes Basilica, Basilicas villa en 877, Basilicas en 883 et Bazochioe Altoe en 1259.
Les noms de lieu provenant de Basilica rappellent les basiliques de l'époque impériale, bâtiments publics couverts, analogues à nos halles, où se tenaient d'importants marchés, à la frontière des « cités ». Telles seraient Bazoches-les-Hautes.
Il est intéressant de constater que ces Basilicae étaient situées près des frontières des « civitates » et généralement sur de très importantes voies romaines. Bazoches-les-Hautes, paroisse du diocèse d'Orléans (archi-diaconé de Beauce), se trouvait à la limite du diocèse de Chartres (civilas Carnutum) et de celui d'Orléans (civitas Aarelianorum, démembrement de la civitas Carnutum), sur la voie antique de Blois à Paris, traversant toute la Beauce presque en ligne droite.

## Histoire

### Préhistoire
Des objets du Néolithique ont été découverts (silex et haches en pierre polie). Un dolmen, la Grosse-Pierre, est visible au réage de la carrière du Mesnil, entre le hameau du Mesnil et la route nationale 154.

### Antiquité
La surface comprenant les lieux-dits « Champtier de La Fortune », Pannes, la Fauconnière et Chaufour délimite les principaux vestiges d'une agglomération commerçante antique (vicus) de 42 ha à Bazoches-les-Hautes, comprenant un marché couvert, où la fouille d'une nécropole en 1839 a mis au jour des vases contenant de 400 à 500 pièces de monnaie gauloises.
Des monnaies gauloises en bronze coulé ou frappé découvertes en quantité dans les environs de Terminiers, Lumeau, Poupry, Baigneaux et Bazoches-les-Hautes témoignent de la possibilité d'ateliers monétaires carnutes.
La rue Saint-Christophe au lieu-dit Brandelon est une ancienne voie romaine qui reliait Paris à Blois. Elle est dans un alignement d'agglomérations antiques sur une voie romaine, comprenant les vici voisins de Termeneus (Terminiers) et Limogilum (Lumeau) au sud et Alena (Allaines) au nord. Depuis le Moyen-Âge, on trouve également l'appellation de Grand Chemin de Blois ou Chemin des cochons. Dans les années 1990, une partie de la voie romaine fut remise en culture.
Un four à chaux gallo-romain a été découvert au lieu-dit Pannes et le lieu-dit Chaufour témoigne de la même fonction.

## Politique et administration

### Liste des maires
| Période                                  | Période      | Identité       | Étiquette | Qualité              |
| ---------------------------------------- | ------------ | -------------- | --------- | -------------------- |
| Avant 1981                               | ?            | Guy Dolléans   | DVG       |                      |
| Mars 2001                                | Juillet 2020 | Marcel Peigné  | SE        | Agriculteur retraité |
| Juillet 2020                             | En cours     | Isabelle Doret |           |                      |
| Les données manquantes sont à compléter. |              |                |           |                      |

## Population et société

### Démographie
L'évolution du nombre d'habitants est connue à travers les recensements de la population effectués dans la commune depuis 1793. Pour les communes de moins de 10 000 habitants, une enquête de recensement portant sur toute la population est réalisée tous les cinq ans, les populations de référence des années intermédiaires étant quant à elles estimées par interpolation ou extrapolation. Pour la commune, le premier recensement exhaustif entrant dans le cadre du nouveau dispositif a été réalisé en 2005.

En 2022, la commune comptait 328 habitants, en évolution de +3,8 % par rapport à 2016 (Eure-et-Loir : −0,23 %, France hors Mayotte : +2,11 %).
| 1793 | 1800 | 1806 | 1821 | 1831 | 1836 | 1841 | 1846 | 1851 |
| ---- | ---- | ---- | ---- | ---- | ---- | ---- | ---- | ---- |
| 478  | 412  | 493  | 515  | 505  | 522  | 529  | 516  | 541  |

| 1856 | 1861 | 1866 | 1872 | 1876 | 1881 | 1886 | 1891 | 1896 |
| ---- | ---- | ---- | ---- | ---- | ---- | ---- | ---- | ---- |
| 525  | 543  | 554  | 492  | 508  | 506  | 488  | 466  | 450  |

| 1901 | 1906 | 1911 | 1921 | 1926 | 1931 | 1936 | 1946 | 1954 |
| ---- | ---- | ---- | ---- | ---- | ---- | ---- | ---- | ---- |
| 410  | 400  | 404  | 354  | 358  | 381  | 390  | 375  | 371  |

| 1962 | 1968 | 1975 | 1982 | 1990 | 1999 | 2005 | 2006 | 2010 |
| ---- | ---- | ---- | ---- | ---- | ---- | ---- | ---- | ---- |
| 423  | 502  | 405  | 265  | 300  | 289  | 288  | 289  | 340  |

| 2015 | 2020 | 2022 | - | - | - | - | - | - |
| ---- | ---- | ---- | - | - | - | - | - | - |
| 320  | 322  | 328  | - | - | - | - | - | - |

## Culture locale et patrimoine

### Lieux et monuments
- Dolmen, visible entre le hameau du Mesnil et la route nationale 154 ;
- L'église Saint-Martin ;
- La chapelle Sainte-Corneille de Pannes.

Lieux et monuments
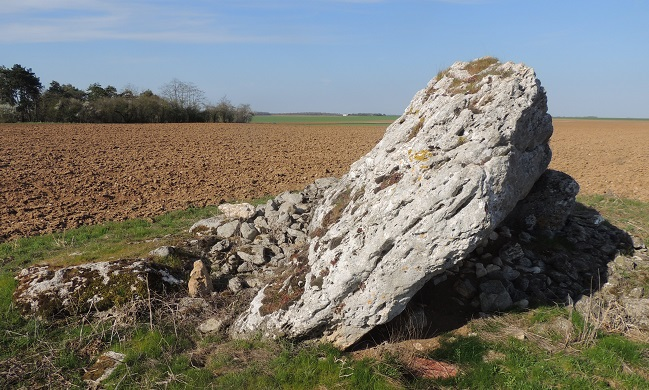
Le dolmen de la Grosse-Pierre.
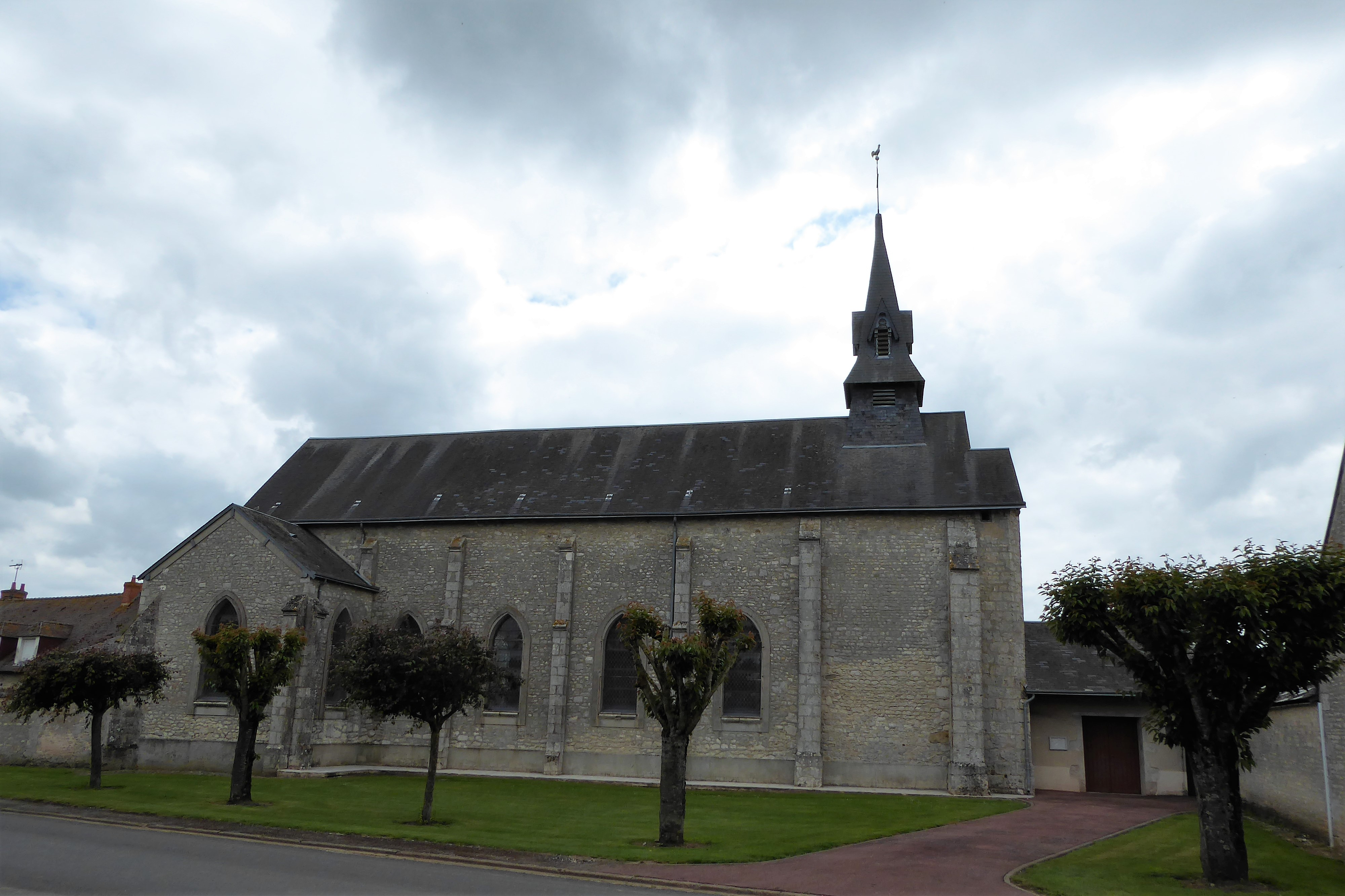
L'église Saint-Martin.
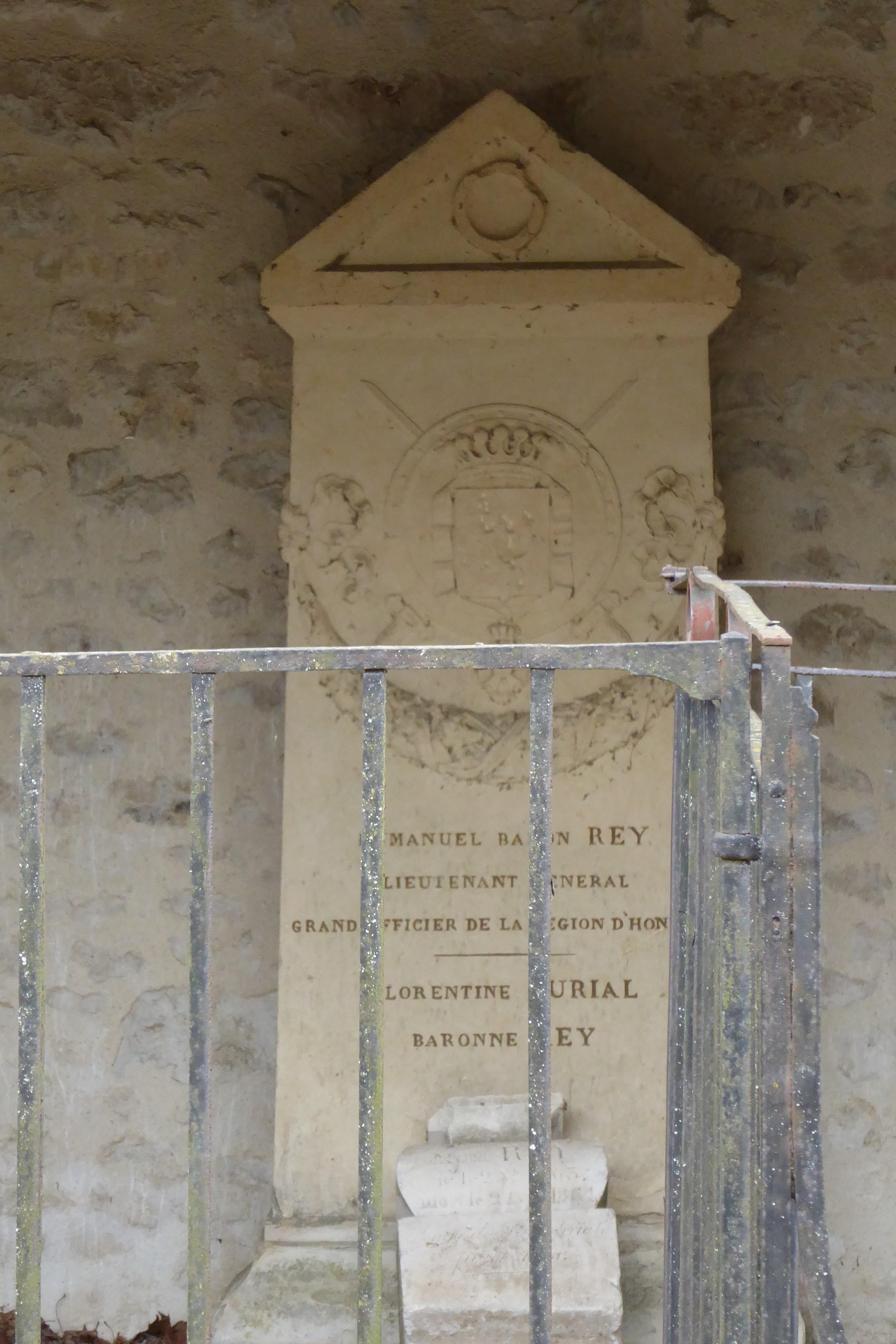
La sépulture d'Emmanuel Rey.

### Personnalités liées à la commune
- Louis Emmanuel Rey (1768-1846), général des armées de la République et de l'Empire, est inhumé dans l'enclos paroissial de l'église Saint-Martin ;
- Pierre-Aimable-Ferdinand Blot[25] est né à Bazoches-les-Hautes le 8 septembre 1790. Après un parcours de 30 ans dans l'armée à travers l'Europe, il devint imprimeur-lithographe, place de l'Hôtel de Ville à Paris et parallèlement il fut nommé « garde-inspecteur » du château des Tuileries à Paris. M. Blot a publié comme auteur, une série de livrets et de feuilles d'administration militaire[26].